# Mohammed al-Ghabbane
Mohammed Salem al-Ghabbane, né en 1961, est un homme politique irakien,,,. Membre de l'Organisation Badr, il est le ministre irakien de l'Intérieur du 17 octobre 2014 au 5 juillet 2016,. Il démissionne après l'attentat du 3 juillet 2016 à Bagdad.